# Kanton Brest-Saint-Pierre
Brest-Saint-Pierre is een voormalig kanton van het Franse departement Finistère. Het kanton maakte deel uit van het arrondissement Brest. Het werd opgeheven bij decreet van 13 februari 2014 met uitwerking op 22 maart 2015.
Het kanton omvatte uitsluitend een deel van de gemeente Brest.